# Военно-кибернетические операции КНР
Правительство КНР отрицает проведение киберопераций против других стран и, в свою очередь, обвиняет Соединенные Штаты в организации кибервойны против Китая, которую отрицает руководство США. Ряд компаний, работающих в сфере компьютерной безопасности, заявляли, что они располагают большим количеством доказательств того, что Китай ведёт кибершпионаж против США, включая деятельность подразделения 61398. В мае 2014 года Федеральное Большое жюри США предъявило пяти офицерам подразделения 61398 обвинения в краже конфиденциальной деловой информации у американских компаний и заражении их компьютерных сетей вредоносными программами.
По оценке директора Агентства национальной безопасности США К. Б. Александера «необузданный промышленный шпионаж», осуществляемый Китайской Народной Республикой, является величайшим в человеческой истории перераспределением богатства. По словам бывшего сотрудника АНБ Эдварда Сноудена, Агентство национальной безопасности вело шпионаж за китайскими университетами, предприятиями и политиками, с 2009 года. Объектами шпионажа были сотни организаций и частных лиц, включая китайский университет Гонконга, кроме того они были в числе целей 61 тысячи хакерских атак, осуществлённых США во всём мире.

## Организация
По оценке американского аналитика Джеймса Малвенона, организация военно-кибернетических операций Китая имеет скрытый и децентрализованный характер, операции выполняются постоянно меняющимся составом официальных, гражданских, и полугражданских групп. По его словам, в этих целях используются также «патриотические хакерские объединения».
В структуре НОАК по меньшей мере с 2004 года имеется подразделение 61398, предназначенное для проведения хакерских атак на компьютерные сети противника. Кроме специальных подразделений НОАК, китайское руководство использует для проведения кибершпионажа и кибератак также группы хакеров, крупнейшей из которых является так называемый «Альянс красных хакеров» (англ. Red Hacker Alliance), численность которого оценивается примерно в 80 тысяч человек. По оценкам российских экспертов в сфере информационной безопасности В. С. Овчинского и Е. Лариной, «Альянс красных хакеров» является неформальной, но управляемой властями КНР сетью, включающей хакеров не только из самого Китая, но и из китайской диаспоры во всём мире, тесно взаимодействующей с Третьим и Четвёртым управлениями Генерального штаба НОАК.

## Операции по странам

### Австралия
В мае 2013 года австралийское информационное агентство ABC News заявило, что хакеры КНР взломали сеть штаба Австралийской разведки. Австралийские компании, отвечающие за компьютерную безопасность, также исключили китайскую компанию Huawei из национального проекта по внедрению широкополосных сетей.

### Канада
По заявлениям представителей правительства Канады, в начале 2011 года китайские хакеры скомпрометировали данные нескольких подразделений федерального правительства, китайское правительство опровергло эти обвинения.
Директор по информационным технологиям правительства Канады заявил, что в 2014 году китайские хакеры взломали компьютерную систему Национального научно-исследовательского совета.

### Индия
Представители индийского правительства заявляли, что атаки на правительственные компьютерные сети, в частности, сеть Совета национальной безопасности, велись из Китая, в частности, с помощью ботнетов.
Опасения в кибершпионаже со стороны Китая привели к блокированию сделок Индии с китайскими телекоммуникационными компаниями, такими как Huawei и ZTE. Компания Huawei также была обвинена в нарушении национальной безопасности Индии путём взлома контроллера базовой станции в штате Андхра-Прадеш. Это привело к снижению присутствия иностранных телекоммуникационных компаний на индийском рынке.

### США
США неоднократно обвиняли КНР в ведении кибершпионажа и других киберопераций, наносящих экономический, политический и военный урон США. Консультативная группа Конгресса США объявила Китай «самым серьезным риском для безопасности американских технологий», а также что «имело место заметное увеличение числа кибератак, исходящих из Китая и направленных на правительственные и военные компьютерные системы США». По сообщению Washington Post, китайские хакеры взламывают существующие системы безопасности, в частности путём рассылки по электронной почты файлов с вредоносным программным обеспечением. Дистанционные вторжения особенно опасны, поскольку злоумышленник может контролировать захваченный компьютер на расстоянии, при этом имея возможность похищать данные, отслеживать деятельность пользователя, и читать его электронную почту, при этом пользователи обычно не замечают, что за ними следят;заражённое вложение маскируется под сообщение от знакомых пользователя. Следы компьютерных вирусов скрыты руткитами, которые скрывают факт похищения данных.
В январе 2010 года компания Google сообщила о целенаправленных атаках на её корпоративную инфраструктуру из Китая «что привело к краже интеллектуальной собственности Google». Американские эксперты по безопасности связали атаку на Google с другими акциями политического и промышленного шпионажа, исходящих из Китая, в том числе шпионаж против военных, научно-исследовательских и промышленных корпораций. Представители администрации Обамы назвали кибератаки «растущей киберугрозой для критической инфраструктуры США».
Помимо Google, кибератке подверглись сети ещё по крайней мере 34 крупных американский компаний, включая Northrop Grumman, Symantec, Yahoo, Dow Chemical, и Adobe Systems. Кибершпионаж был направлен на похищение коммерческой и военной информации, особенно в областях, в которых Китай отстаёт. Технологические компании утверждают, что Китай стремится похитить исходный код программного обеспечения, наряду с общей информацией о системах вооружений. Исходный код был украден с помощью уязвимостей в Adobe Reader, которые хакеры использовали для распространения вредоносного программного обеспечения.
Официальный Пекин отвергает обвинения в ведении кибервойны, и обвиняет США в причастности к кибервойне против Китая, что, в свою очередь, отрицает официальный Вашингтон. Представитель посольства КНР в США Ван Баодун заявил, что обвинения (со стороны США) являются результатом паранойи. По его словам, «Китай никогда не будет делать ничего, что причинит вред суверенитету или безопасности других стран. В соответствии с этим принципом национальной политики, китайское правительство никогда не использует, и не будет использовать так называемых гражданских хакеров для сбора информации или шпионажа в других странах. Обвинения в адрес Китая в этом отношении совершенно необоснованны, и только отражают менталитет некоторых людей, которые всегда считают Китай угрозой.».
Утечка дипломатических телеграмм США 2010 года привела к публикации оценок дипломатов США, что Китай использует доступ к исходному коду Microsoft и «использует таланты частного сектора», чтобы повысить свои наступательные и оборонительные возможности. [34]
По состоянию на март 2013 года, обсуждения на высоком уровне продолжались.
В сентябре 2014 года сенатский комитет США по вооруженным силам обнаружил, что хакеры, связанные с китайским правительством, неоднократно проникали в компьютерные системы американских авиакомпаний, технологических компаний и других подрядчиков, участвующих в перемещении американских войск и военной техники.

### Тайвань
Власти КНР активно стремятся объединить Тайвань с материковым Китаем, рассматривая различные сценарии, включая военный. По мере развития киберподразделений НОАК, руководство КНР руководство делает всё большую ставку на проведение военных киберопераций против Тайваня, в частности на разрушение его инфраструктуры. Предполагается, что при мощной кибератаке на Тайвань КНР одновременно сможет заблокировать соответствующую инфраструктуру США, в результате чего Тайвань капитулирует до того, как США смогут оказать ему помощь.

## Вирус Stuxnet
Хотя подавляющее большинство экспертов пришли к выводу, что вирус Stuxnet, поразивший Иран, проник туда из Израиля, американский эксперт по кибербезопасности Джеффри Карр предположил, что к разработке Stuxnet мог быть причастен Китай. С другой стороны, Китай сам является жертвой вируса Stuxnet. Сообщалось, что этот вирус заразил миллионы компьютеров в стране, нанеся значительный урон промышленной инфраструктуре.

## Перенаправление Интернет-трафика
В конце ноября 2010 года, пресс-секретарь министерства обороны США заявил, что интернет-трафик министерства был перенаправлен в Китай на короткое время в начале года. Объединённая американо-китайская комиссия  по экономике и безопасности в своём ежегодном докладе отметила, что компания China Telecom предложила ошибочные сетевые маршруты, по которым «огромные объёмы» интернет-трафика из США и других стран прошли через китайские сервера во время 18-минутной сессии 8 апреля. Этот доклад осудило МИД Китая, а представители China Telecom официально отвергли обвинение в перенаправлении интернет-трафика.